# Pèlerinage de Saint-Denis
Le pèlerinage de Saint-Denis est un ancien pèlerinage parisien dont le chemin allait de Paris à la basilique de Saint-Denis,.  Cet itinéraire de dévotion était aussi appelé octave de saint Denis.
En effet, saint Denis était particulièrement vénéré par les parisiens : il a été le premier évêque de la ville, y a été martyrisé et est enterré non loin, à Saint-Denis. Dès le VIe siècle sainte Geneviève développe son culte et les premiers capétiens en ont fait le protecteur du royaume : l'oriflamme était confiée à sa garde et le cri de guerre des Français l'invoquait (Montjoie ! Saint-Denis !). Les clercs parisiens lui vouaient un attachement particulier, car jusqu'à la fin de l'Ancien Régime les nouveaux docteurs de Sorbonne prêtaient serment devant l'autel de saint Denis, à Notre-Dame de Paris.
Le pèlerinage comportait plusieurs stations :
1. l'église Sainte-Marie-des-Champs, (à l'emplacement du 14bis, rue Pierre-Nicole), dans la crypte Notre-Dame-des-Champs où saint Denis aurait enseigné le culte de la Sainte Vierge.
2. l'église Saint-Étienne-des-Grès (à l'emplacement du 5, rue Cujas), qui exposait la crosse de saint Denis,
3. l'église Saint-Benoît-le-Rétourné (à l'emplacement du 46, rue Saint-Jacques), dans la crypte où saint Denis aurait dit la messe et prêché le mystère de la Trinité,
4. l'église Saint-Denis-du-Pas (à l'emplacement du square Jean-XXIII), où il aurait subi un premier supplice,
5. l'église Saint-Denis-de-la-Chartre (à l'emplacement de l'angle nord-ouest de l'actuel Hôtel-Dieu), où était la prison où il aurait reçu la communion miraculeusement,
6. le Martyrium de saint Denis à Montmartre,
7. l'église Saint-Denys de la Chapelle, à mi-chemin entre la Cité et la basilique,
8. le tombeau de Saint-Denis, dans la basilique de Saint-Denis.